# به خاطر شما (فیلم ۱۹۷۷)
به خاطر شما (به هندی: Aap Ki Khatir) فیلمی محصول سال ۱۹۷۷ و به کارگردانی سودندو روی است. در این فیلم بازیگرانی همچون وینود کانا، ریکا، نادره، آسرانی، هلن و مراد ایفای نقش کرده‌اند.